# Amatörboxning
Amatörboxning är en typ av boxning där man sedan 1980-talet, till motsats från professionell boxning, bland annat använde huvudskydd (hjälm). Amatörboxning ingår sedan 1904 i Olympiska sommarspelen, och sedan 1974 anordnas världsmästerskap i amatörboxing. Europamästerskap i amatörboxing anordnas sedan 1925. Olympisk damtävling hålls från 2012. Begreppet amatörboxning är numera vilseledande, eftersom en amatörboxare som vill nå toppen tränar professionellt, och många amatörboxare numera försörjer sig ekonomiskt på sin gren. Istället kommer begreppet från tidigare förhållanden, då man fram till 1980-talets slut var mycket striktare på att skilja amatörer och proffs.
Kuba är ett exempel på ett land som sedan 1970-talet haft stora framgångar inom amatörboxning.

## Regler
I amatörboxning är målet att försvara sig själv och att samla poäng genom att träffa motståndaren med godkända slag. Avsikten är inte att vinna genom att skada motståndaren fysiskt. Träffar mot huvud och överkropp ger poäng.
Ringdomarens uppgift är att övervaka att boxarna inte bryter mot reglerna. Slag under midjan är förbjudna, liksom fasthållning. Då boxarna håller fast varandra så skiljer domaren dem åt (att hänga på motståndaren upprepade gånger leder till poängförlust och till sist till diskvalificering). Domarens främsta uppgift är att garantera boxarnas säkerhet. Knock outs är sällsynta inom amatörboxning, eftersom domaren oftast bryter ojämna matcher redan tidigare.

### Skillnader mellan amatör- och proffsboxning
I amatörboxning använder utövarna huvudskydd (ändrades 2013) och linne, medan proffsboxarna tävlar med bart huvud och bar överkropp. Amatörboxare använder även mjukare handskar. I amatörboxning består matcherna av fyra ronder på två minuter, medan proffsboxningsmatcher vanligen är sex, åtta eller tio ronder långa. Inom proffsboxningen tillåter ringdomaren hårdare tag än inom amatörboxningen och han väntar oftast längre med att bryta en ojämn match.

### Fotnoter
1. ↑  Toni Kallio (18 augusti 2014). ”Kubanska boxare, slovenska skidåkare” (på svenska). Ylesporten. https://svenska.yle.fi/artikel/2012/09/21/kubanska-boxare-slovenska-skidakare. Läst 1 oktober 2017.